# Cunk on Earth
Cunk on Earth (no Brasil, O Mundo por Philomena Cunk; em Portugal, O Nosso Mundo, Segundo Philomena Cunk) é uma série de televisão britânica estilo mocumentário produzida por Charlie Brooker. A série é estrelada por Diane Morgan como Philomena Cunk, uma repórter investigativa mal informada; Cunk é uma personagem que já estrelou em Charlie Brooker's Weekly Wipe e Cunk on Britain. A série foi aclamada pela crítica, com muitos elogiando o humor seco de Morgan. O programa estreou na BBC Two em 19 de setembro de 2022 e foi lançado na Netflix em 31 de janeiro de 2023.

## Trama
Philomena Cunk (Diane Morgan) viaja pelo mundo, entrevistando especialistas (do mundo real) como Martin Kemp, Nigel Spivey e Paul Bahn sobre a história mundial.

## Episódios
| N.º na temp. | Título                                  | Dirigido por   | Exibição original      |
| ------------ | --------------------------------------- | -------------- | ---------------------- |
| 1            | "No princípios..."                      | Christian Watt | 19 de setembro de 2022 |
| 2            | "Embates de fé"                         | Christian Watt | 20 de setembro de 2022 |
| 3            | "O Renascimento não será televisionado" | Christian Watt | 20 de setembro de 2022 |
| 4            | "A rebelião das máquinas"               | Christian Watt | 20 de setembro de 2022 |
| 5            | "Guerra(s) do(s) mundo(s)?"             | Christian Watt | 20 de setembro de 2022 |

## Recepção
No Rotten Tomatoes, a série tem um índice de aprovação de 100% com base em 11 avaliações e uma nota média de 7,2/10. O consenso crítico do site diz: "Diane Morgan finge estupidez com um timing cômico engenhoso em Cunk on Earth, um envio de documentários antropológicos destruidores". O Metacritic, que usa uma média ponderada, atribuiu uma pontuação de 83 em 100 com base em 5 críticos, indicando "aclamação universal".
David Bianculli da NPR deu uma crítica positiva à série, afirmando que ela tem "potencial clássico cult". Daniel Fienberg, do The Hollywood Reporter, chamou-a de "uma série consistentemente divertida e frequentemente deliciosa que mistura comédia alta e baixa em um ritmo vertiginoso". Rebecca Nicholson, do The Guardian, elogiou o desempenho de Morgan, chamando sua personagem de "tão bem escrita que é fácil esquecer que ela não é real". Michael Idato, do The Sydney Morning Herald, descreveu o show como "magnífico, brutal e absurdo".